# Shin’ichi Fujimura
Shin’ichi Fujimura (jap. 藤村 新一, Fujimura Shin'ichi; * 4. Mai 1950 in Kami, Präfektur Miyagi) ist ein japanischer Amateurarchäologe, der für sich in Anspruch nahm, eine Vielzahl von Artefakten aus dem jungen und mittleren Paläolithikum entdeckt zu haben. Die Funde erwiesen sich im Jahr 2000 als Fälschungen mit weitreichenden Folgen für die archäologische Erforschung der japanischen Altsteinzeit.

## Leben
Fujimura arbeitete nach dem Abschluss der Oberschule in Sendai in einer Tochterfirma der Tōhoku Denryoku. Er war seit seiner Kindheit, in der er Keramikscherben aus der Jōmon-Zeit gefunden hatte, fasziniert von der Archäologie. Ab 1972 begann er, sich intensiv mit Archäologie zu befassen, als Helfer an Ausgrabungen, etwa in Zazaragi, teilzunehmen und nach paläolithischen Artefakten zu suchen. Durch die Teilnahme an Ausgrabungen kam er mit Amateurarchäologen sowie hauptberuflichen Forschern in Kontakt und gründete 1975 den „Gesprächskreis für Steingerätekulturen“ (石器文化談話会, Sekki Bunka Danwakai). Diese Gruppe entdeckte, stets in Anwesenheit Fujimuras, auf vielen Grabungsplätzen wie Nakamine-C, Babadan-A u. a. paläolithische Stein-Artefakte, die durch stratigraphische Untersuchungen auf ein Alter von 50.000 Jahren v. h. datiert wurden.
Fujimura begann eigene Abhandlungen zu schreiben und erlangte ironischerweise als „Hand Gottes“ (神の手, kami no te) an Reputation. In der Folge nahm er an ca. 180 Ausgrabungen, vor allem in der Präfektur Miyagi, teil. Die Artefakte, die er entdeckte, wurden kontinuierlich „älter“. Die Massenmedien Japans berichteten zeitnah über die Funde und so wurde nicht nur die Datierung des japanischen Paläolithikums geändert, die altsteinzeitlichen Entdeckungen Fujimuras gelangten sogar in die aktuellen japanischen Geschichtsschulbücher. Fujimura gab 1999 seine Anstellung auf und wurde stellvertretender Vorsitzender der 1992 gegründeten Non-Profit-Organisation „Tōhoku Forschungsstelle für paläolithische Steingerätekulturen“ (東北旧石器研究所, Tōhoku Kyūsekki Bunka Kenkyūjo).

## Entdeckung
Im Jahr 2000 gab Fujimura mit der Forschungsgruppe einen weiteren Fund auf der Grabungsstätte in Kamitakamori bekannt, der auf 570.000 v. Chr. datierte. Wenige Tage später gelang es einem Fotografen der Mainichi Shimbun, Fujimura zu fotografieren, als er just an jener Ausgrabungsstätte ein Steinartefakt vergrub, das er dann als Entdeckung präsentierte. Das Beweisfoto erschien samt Artikel am 5. November 2000 in der Tagesausgabe und erschütterte durch die Entlarvung Fujimuras die paläolithische Forschung in Japan.
Fujimura gestand in einer Pressekonferenz 61 der gefundenen 65 Artefakte in Kamitakamori selbst platziert zu haben. Die „Archäologische Gesellschaft Japan“ schloss ihn daher von der Mitgliedschaft aus. Ein Sonderuntersuchungsausschuss wurde gebildet, der nahezu alle Funde Fujimuras als Fälschungen identifizierte. Fujimura hatte zwar durchaus archäologische Artefakte entdeckt, diese meist jōmonzeitlichen Steingeräte jedoch in tiefere Erdschichten eingegraben, wodurch sich die vornehmlich stratigraphische Datierung als falsch erwies.
Viele der Fundstätten, die nach Fujimuras Entdeckungen zu nationalen historischen Stätten deklariert wurden, verloren infolge der Befundfälschungen ihren Status und die damit verbundene Förderung wieder. Da sich nach geltendem Recht die Befundfälschungen nur schwerlich als Straftat einstufen ließen, blieb Fujimura weitgehend unbehelligt. Lediglich 2003 klagte ein Archäologe aus der Präfektur Fukuoka wegen „Störung der Geschäftstätigkeit“(業務妨害罪, gyōmu hōgaizai) gegen Fujimura. Die Klage wurde jedoch aus Mangel an Beweisen abgewiesen. Fujimuras Ehe wurde in der Zwischenzeit geschieden, er heiratete erneut und nahm einen neuen Familiennamen an. Fujimura soll an einer psychischen Störung leiden. Nach einer kurzen Tätigkeit bei einer Behindertenorganisation lebt er heute als Rentner in Minamisōma.